# 喜樹 (臺南市)

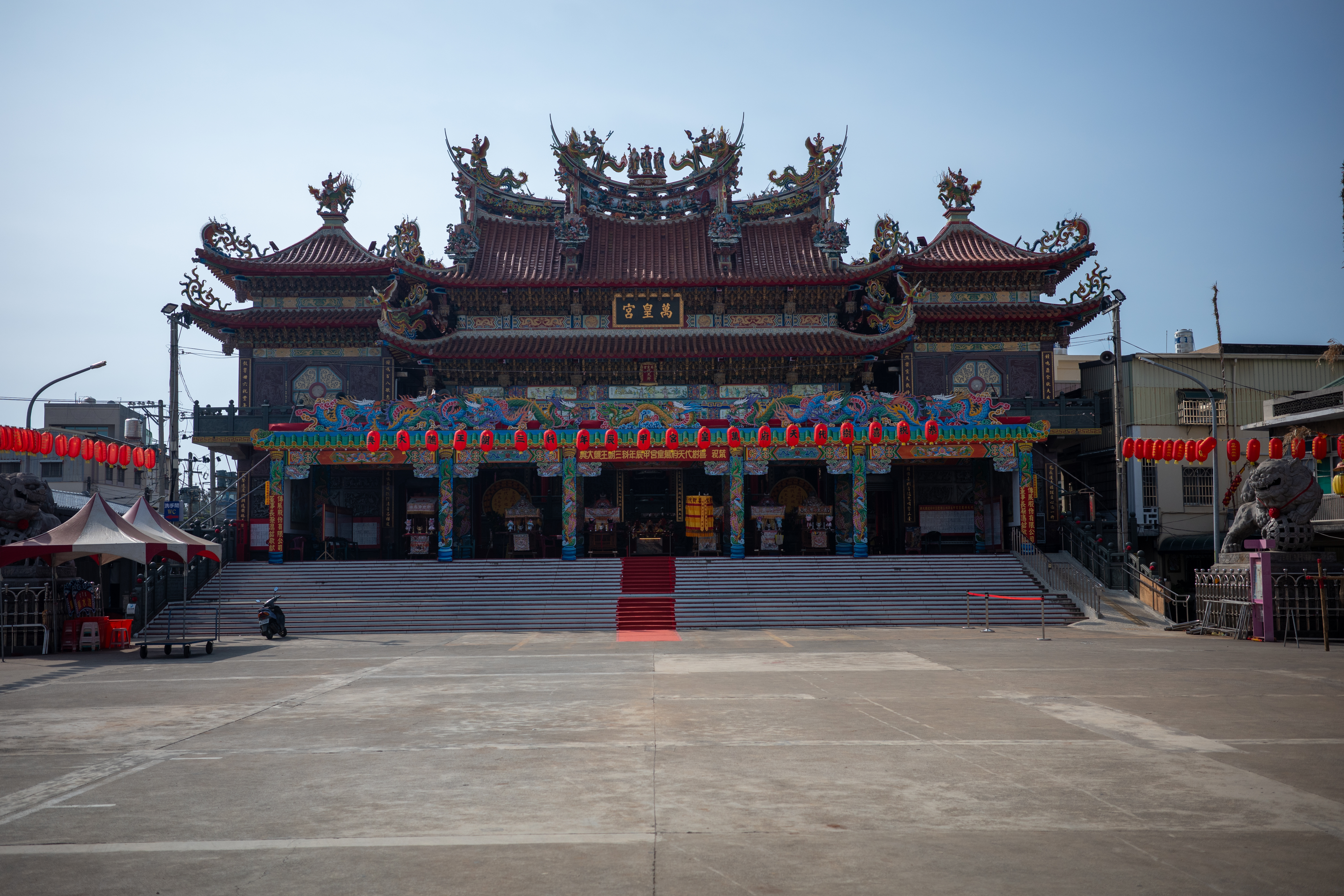
喜樹大廟萬皇宮

喜樹（臺羅：Hí-tshiū-á）是位在臺灣臺南市南區的一個濱海聚落，相當於喜北、喜南、喜東三里。昔日臺江內海的七個鯤鯓，其中的六鯤鯓被認為就是現在的喜樹一帶，而學者石萬壽則認為是五鯤鯓。
喜樹地區有省道台17線、台17甲線等重要道路經過，北為四鯤鯓新興國宅地區、鹽埕，南為灣裡，西為臺灣海峽，東為臺南機場。當地信仰中心萬皇宮有燒王船的龜醮普渡文化。

## 歷史沿革
「喜樹仔」的地名在康熙卅四年（1695年）高拱乾的《臺灣府志》便已出現，另外在荷治時期「赤崁農業區」的「Koeckebackers Polder ofte Heijsouga」，學者翁佳音將之標示為「喜樹仔農場」。
在荷蘭東印度公司到來之前的史前時代，喜樹一帶為濱外沙洲。雖然喜樹本身沒有史前遺址，但附近地區有史前遺址，當時的人類有在臺江內海捕撈或在沙洲採集的可能性。而在荷蘭東印度公司到臺灣時，臺江內海南部一般認為是西拉雅族新港社群的勢力範圍。日治時期伊能嘉矩在高雄內門木柵一帶訪查時，採訪到當地新港社後裔說他們祖先是從「Sí-tshiū-á-hn̂g／死樹仔園」登陸，再遷到今赤崁樓一帶。這個「死樹仔園」可能便是現在的「喜樹」一帶。相傳在荷治時期，有來自大明福建省泉州府同安縣的蔡、陳、杜、葉到鯤鯓一帶捕魚，見漁獲豐碩，遂定居在各個濱外沙洲。
明鄭時期劃分四坊廿四里時，喜樹地區被劃分為萬年縣永寧里、新昌里。喜樹一些宗族的開基祖據說是隨鄭軍來臺，例如蔡氏、鄭氏等等。
清初，喜樹地區隸屬於鳳山縣，而根據康熙卅四年（1695年）高拱乾《臺灣府志》，當時從永寧里分設出「喜樹仔保」，似乎顯示該地的特殊性。雍正九年（1731年）調整縣界後，喜樹地區改隸屬於臺灣縣（清末改成「安平縣」）。嘉慶年間，設有「喜樹仔塘」，光緒年間則設有「喜樹仔汛」。而在喜樹聚落附近有「喜樹仔港」，為舊三爺宮溪港道，是臺灣府城南邊的重要港口之一。
日治時期初期，喜樹地區先後隸屬於臺南民政支部、臺南辨務署、臺南廳安平支廳永寧區。1920年行政區劃改制後，隸屬於臺南州新豐郡永寧灣裡大字，1940年10月1日永寧庄裁撤後成為臺南市一部分。後來喜樹地區又先後隸屬臺南市鹽埕區、真濱區。
二次大戰後，喜樹地區依照日治時期的四個保分成喜南（第一保）、喜西（第二保）、喜東（第三保）、喜北（第四保）四個里。1978年，喜西里併入喜南里。

## 地名由來
關於「喜樹仔」名稱的由來，有一說是因當地靠海植物生長不易，難找到樹蔭蔽日，所以當地人在期盼綠蔭蔽日的心理下，稱該地為「喜樹仔園」。又有一說地名來自平埔族群，原本叫「死樹仔園」。另有一說是濱海地區種了許多稱為「粿仔」的黃槿樹，這種樹的樹葉常用來墊著紅龜粿，所以又稱「喜樹仔」，之後轉變成地名。此外也有說法是當地原有一棵大樹，是該地地標，樹枯死後有了「死樹」之地名，再因為不吉利而改成「喜樹」。

## 聚落

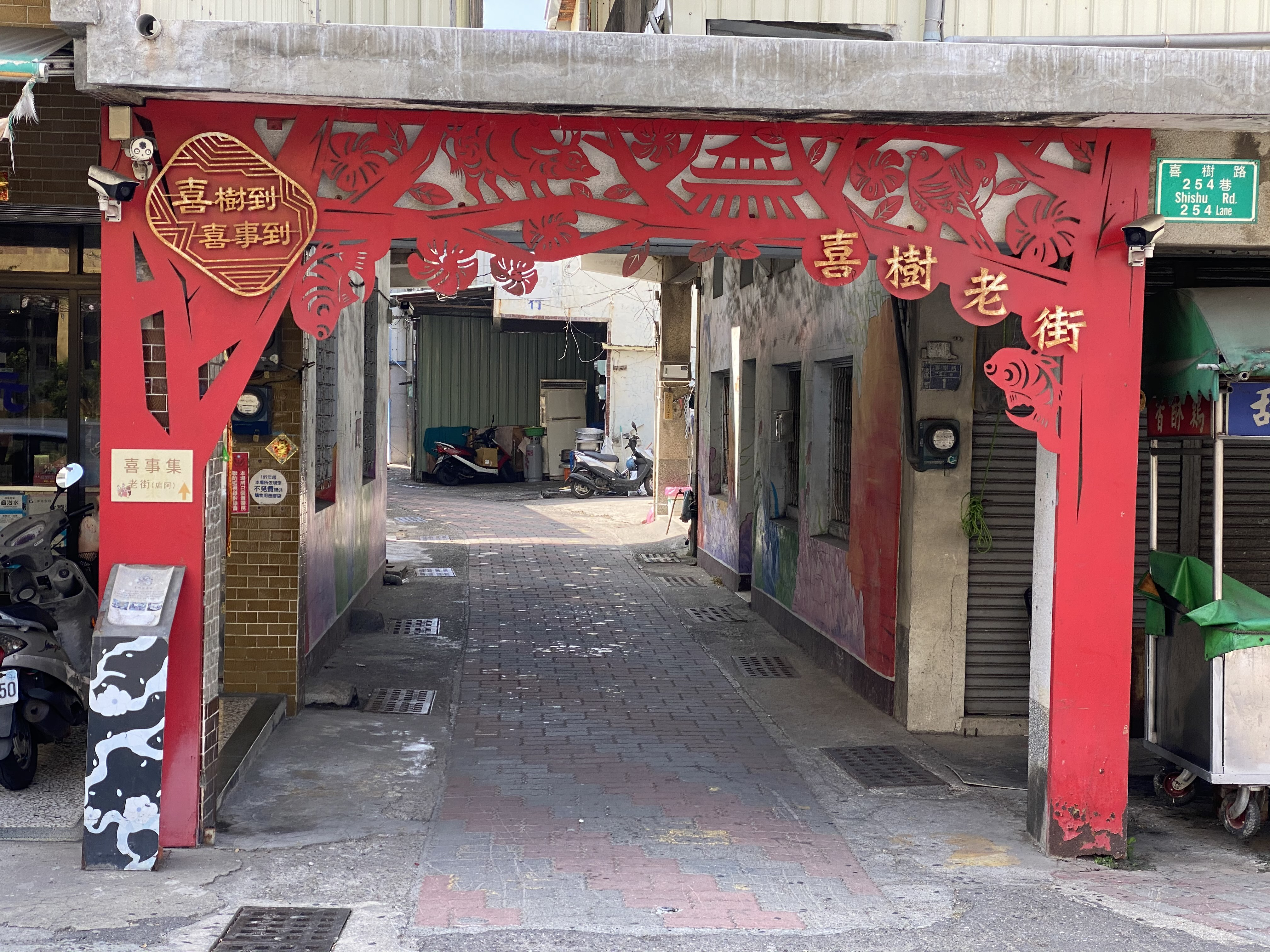
喜樹老街入口照（舊喜樹聚落處）

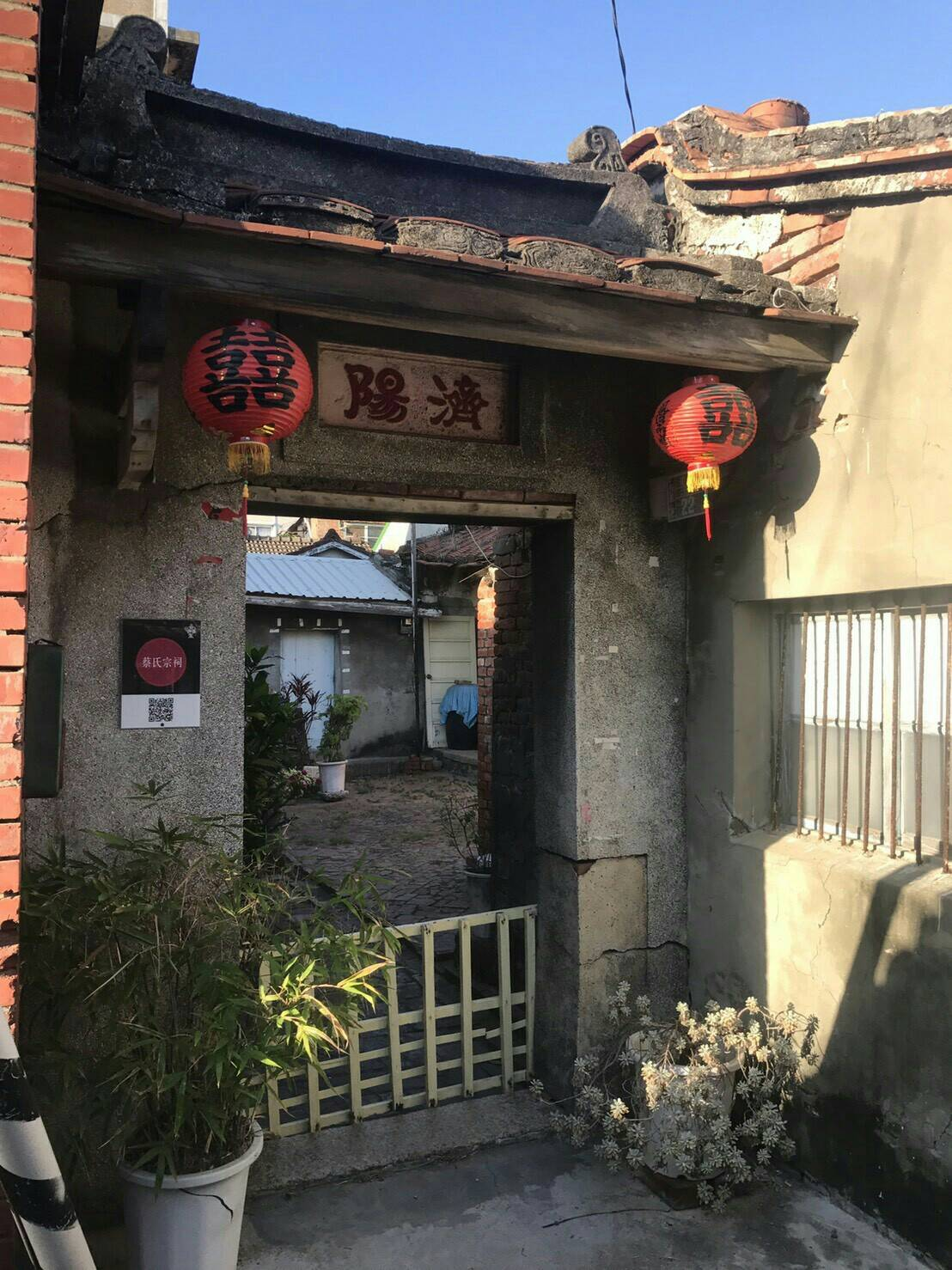
喜樹濟陽古厝（蔡氏宗祠）

喜樹地區分成喜北、喜南、喜東三個里，其中喜北里有臺江內海殘存的地形，多闢為魚塭，後來喜明街東側填地建住宅區，讓外地人遷入。萬皇宮也位在喜北里境內。喜東里為喜樹仔較晚開發的地區，而許多公共設施（圖書館、喜樹國小、喜樹派出所等等）都設在喜東里內。另外已經廢庄的「瀨口」也在該里內。
喜南里是喜樹舊聚落所在地，境內形成同姓組成的各個角頭，例如「頂頭郭」、「下頭郭」、「頂頭黃」、「下頭黃」、「姓鄭仔」、「姓林仔」等等。而蔡姓為喜樹最大宗族，又細分成「二房蔡」、「三房蔡」。而蔡姓大房因為沒有像二房、三房繁衍旺盛，所在區位已不可考。

## 宗教信仰
喜樹地區最重要的廟宇為萬皇宮，所在地是喜樹舊聚落的東北方。而除了萬皇宮之外，早年居民各自在各家公廳另有供奉神佛。到了大約1971年以後，各宗族在其勢力範圍內興建起角頭廟，像是靈雲壇、朝天宮等等。朝天宮為喜樹「頂頭郭」所建，奉祀「榴陽王三聖始祖」。

## 俗諺
- 鯤鯓陳、喜樹仔蔡、灣裡杜：指鯤鯓（四鯤鯓、下鯤鯓）、喜樹、灣裡分別以陳、蔡、杜為大姓[3]。

## 名人
- 蔡介雄：臺南黨外運動先驅，曾任多屆省議員。有「黨外議長」之稱。
- 莊玉珠: 前民主進步黨黨員，曾任多屆省議員。前民主進步黨臺南市黨部主任委員蔡介雄的媳婦。

## 設施景點
- 黃金海岸
- 喜樹萬皇宮：喜樹路222巷52號
- 喜樹國小 （页面存档备份，存于）
- 臺南市南區喜樹圖書館

## 參看
- 臺南鹽場
- 三爺宮溪：一說舊稱「喜樹仔港溪」